# Угні
Угні (Ugni molinae, syn. Myrtus ugni, Eugenia ugni, мапуче: uñi), кущева рослина, ендемік вальдивійських лісів південної Чилі. Вирощується заради їстівних плодів.
| Гібіскус | Це незавершена стаття про квіткові рослини. Ви можете допомогти проєкту, виправивши або дописавши її. |